# Кеннет III
Кеннет III (Кеннет Вождь; гэльск. Cináed mac Duib, англ. Kenneth III; умер 25 марта 1005) — король Альбы (Шотландии) в 997—1005 годах.

## Биография
Кеннет III, сын короля Дуффа, стал королём Шотландии в 997 году, после того, как он разбил при Ратинверамонде Константина III и захватил престол. Затем Кеннет совершил набег на Нортумбрию, которую считал своим наследственным владением, и взял в плен тамошнего графа. 25 марта 1005 года Кеннет сам был убит Малькольмом II в сражении при Монзиварде. В этой же битве погиб Гирик, один из сыновей Кеннета.